# North Shore (California)
North Shore es un lugar designado por el censo ubicado en el condado de Riverside en el estado estadounidense de California. En el año 2010 tenía una población de 3.477 habitantes.

## Geografía
North Shore se encuentra ubicado en las coordenadas 33°30′56.44″N 115°54′33.22″O / 33.5156778, -115.9092278.